# Basilica di San Vittore (Rho)
La basilica di San Vittore, più correttamente denominata chiesa parrocchiale anticamente collegiata prepositurale di San Vittore Martire, è una basilica che si trova a Rho. il cui ingresso è nella centrale ed omonima piazza. È intitolata al martire del IV secolo san Vittore il Moro e sorge sull'area dell'antica chiesa dedicata al medesimo santo, risalente all'VIII secolo.

## Storia
Una conferma della sua antica esistenza vi è un documento del 1080, che attesta una compravendita immobiliare e recita così: Bonizone [...] del luogo di Rho, di legge longobarda, vende ad Adamo prete, officiale della Chiesa di S. Vittore di Rho, tutte le case che egli possiede nel castello in via Ladenasca. La via Ladenasca viene identificata nella moderna strada per Lainate.
A differenza dell'attuale edificio di culto però, l'antica prepositurale aveva orientamento opposto: l'ingresso era ad ovest e dava sull'odierna Piazza Visconti, ove vi era un'area cimiteriale. Venne restaurata nel 1596, ma rimase comunque un piccolo tempio lungo 18 metri e largo 12 metri e nel XIX secolo appariva talmente degradata, che si decise un nuovo restauro con relativo ampliamento sul terreno antistante dedicato alle sepolture. All'avvento dei lavori però si prepose per l'abbattimento con successiva ricostruzione, questa volta con facciata rivolta ad est.

### La prepositurale moderna
L'odierno tempio solenne in stile neoclassico fu eretto a partire dal 14 settembre 1834, su disegni degli architetti Besia ed Aluisetti. Il primo progetto segnava due torri campanari e alte circa 34 metri, ma nel 1889 si riscontrarono dei problemi di stabilità e si decise di abbattere quella di sinistra, mantenendo solamente quella a destra, che fu a sua volta proseguita dal Perucchetti fino a raggiungere l'altezza di 58,40 metri. Il pronao fu eretto, col semplice e severo altare, dall'architetto milanese Giacomo Moraglia nel 1852; i dipinti sono stati eseguiti da Beghè di Milano, sotto la direzione di don Moioli; le sedici vetrate sono opera di Cisterna di Roma, con l'esecuzione del pittore Giulio Cesare Giuliani, altre sono di Tevarotto di Milano. Alcuni quadri provengono dalla scuola del Luini; molte opere sono di Bosoni (Santa Teresa del Bambin Gesù, Via Crucis). La costruzione della chiesa come oggi compare, fu terminata in data 18 ottobre 1847 e l'edificio venne consacrato in una cerimonia presieduta dall'allora arcivescovo di Milano, monsignor Luigi Nazari di Calabiana.

## Piazza San Vittore
Nella medesima piazza si trova anche la Croce della peste. Questa era inizialmente posta all'incrocio del quadrivio, ma fu spostata accanto alla chiesa nel 1927, per problemi legati al traffico. Nel ricomporre la croce e nel rizzarla si rinvenne una teca arrugginita, nella quale c'era un foglietto semplice accompagnato da 11 Reliquie chiuse in plichi di carta, suggellati da un cero pasquale, quale autentica. Monsignor Giuseppe Benetti narra che su tal foglio si leggeva: "Questa Croce fu eretta dal Padre Pietro Paolo Castelli da Milano, guardiano dei cappuccini di Rho, le reliquie ve l'ha donate lui stesso con propria mano il dì di S. Ambrogio 1663 con festa ed ha istituito la Compagnia della Croce". Nel 1998, con il riassetto urbanistico della piazza, la colonna è stata nuovamente spostata nel luogo di erezione originario.

## Le campane

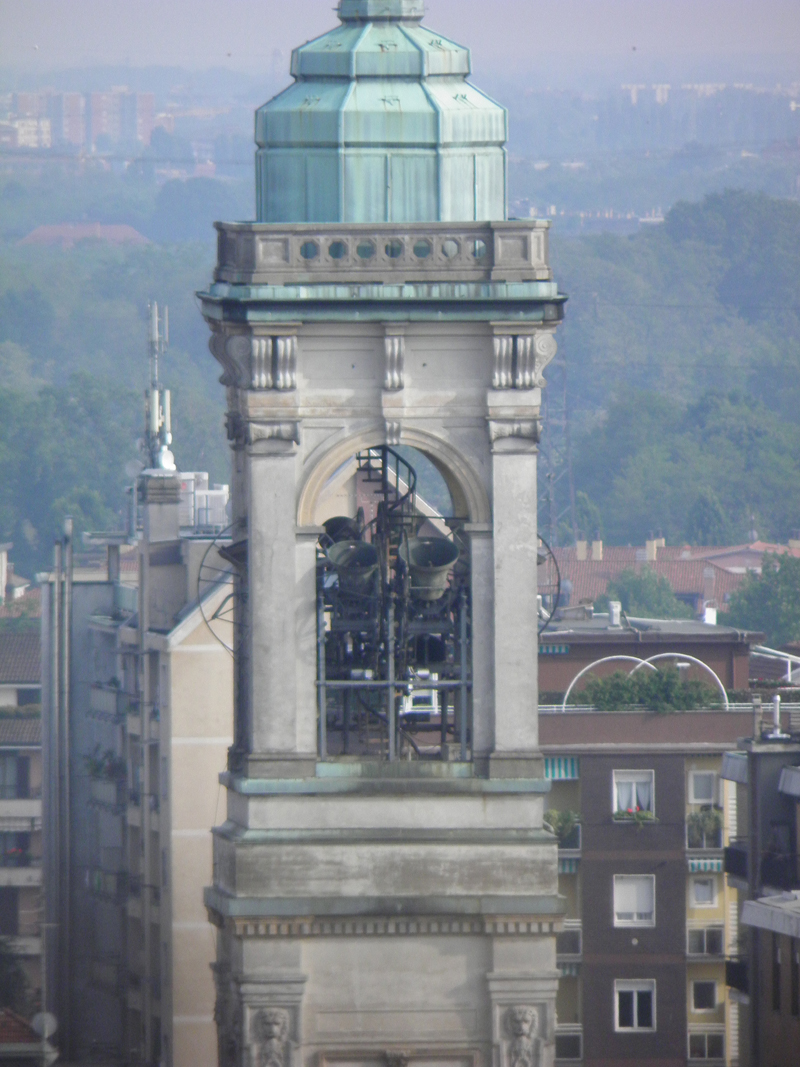
Le 9 campane maggiori a concerto per la festa di San Vittore

Il concerto originale, già posto sull'antico campanile ricostruito poi nel 1889, era composto dalle odierne sei campane maggiori, fuse da Felice Bizzozero di Varese. Nel 1962 venne ampliato a nove campane con l'aggiunta di tre campane minori ad opera di Roberto Mazzola di Valduggia (VC). Sul campanile son presenti anche altre due campane fuori concerto in Mi bemolle4 e Mi5 montate a mezzo ambrosiano. La maggiore venne fusa dalla fonderia dei Fratelli Barigozzi su un disegno dell'architetto Ratti di Rho. La sua forma richiama le sagome gotiche, ma grazie all'abilità fusoria della fonderia, questa presenta caratteristiche foniche tipiche delle sagome moderne. La minore proviene dall'oratorio, ormai demolito, di San Luigi Gonzaga.
Il concerto di campane è montato a sistema ambrosiano ed è intonato in Do3 Maggiore.
| Campana           | Nota nominale | Fonditore                    | Anno di fusione | Diametro |
| ----------------- | ------------- | ---------------------------- | --------------- | -------- |
| Richiamo minore   | Mi5           | Ignoto                       | Ignoto          | 290 mm   |
| Richiamo maggiore | Mib4          | Fratelli Barigozzi di Milano | 1954            | 554 mm   |

| Campana                | Nota nominale | Fonditore                    | Anno di fusione   | Diametro  |
| ---------------------- | ------------- | ---------------------------- | ----------------- | --------- |
| I del Concerto         | Re4           | Roberto Mazzola di Valduggia | Aggiunta nel 1962 | 632 mm    |
| II del Concerto        | Do4           | Roberto Mazzola di Valduggia | Aggiunta nel 1962 | 707 mm    |
| III del Concerto       | Si3           | Roberto Mazzola di Valduggia | Aggiunta nel 1962 | 759 mm    |
| IV del Concerto        | La3           | Felice Bizzozero di Varese   | 1850              | 646 mm    |
| V del Concerto         | Sol3          | Felice Bizzozero di Varese   | 1850              | 946 mm    |
| VI del Concerto        | Fa3           | Felice Bizzozero di Varese   | 1850              | 1063,5 mm |
| VII del Concerto       | Mi3           | Felice Bizzozero di Varese   | 1850              | 1138 mm   |
| VIII del Concerto      | Re3           | Felice Bizzozero di Varese   | 1850              | 1277 mm   |
| Campanone del Concerto | Do3           | Felice Bizzozero di Varese   | 1850              | 1429 mm   |